# 神術散
神術散，中醫方劑之一，亦有人寫成神朮散，為宋朝方劑書《太平惠民和劑局方》中治療「傷風、傷寒表証」的藥方，主治袪風濕、散風寒，大體上等於西醫治療感冒中某些症狀的藥方。一共有三種神術散，即神術散、海藏神術散、太無神術散。

## 出處
- 《太平惠民和劑局方》[註 1]

- 清朝汪昂《湯頭歌訣》記載：「神術散用甘草蒼，細辛藁本芎芷羌。各走一經祛風濕，風寒泄瀉總堪嘗。太無神術即平胃，加入菖蒲與藿香。海藏神術蒼防草，太陽無汗代麻黃。若以白朮易蒼朮，太陽有汗此為良。」[2]

## 功用與辨証要點
三種神術散大體上是治療「傷風、傷寒表証」中，袪濕、散寒、拉肚子的症狀。細分如下：
- 神術散：傷風或傷寒之外，伴有頭痛、無汗，發熱畏寒，鼻塞，身體疼痛，咳嗽、頭昏等症狀，亦可治因感冒所引起的腹瀉。

- 太無神數散：當伴有發高燒、畏寒，一身盡痛，頭面腫大等證。

- 海藏神術散：感冒時再吃生冷食飲所引發的畏寒症狀，無汗

## 方劑組成
- 神術散：蒼朮二兩，川芎、白芷、羌活、藁本、細辛、炙甘草各一兩，共七味藥研成細末，每次用三錢加生薑三片，蔥白三寸同煎溫服。

- 太無神術散：蒼朮、厚朴各一錢，陳皮二錢，炙甘草一錢半（以上四味就是平胃散）和菖蒲、藿香各一錢半組成，水煎溫服。

- 海藏神術散：蒼朮、防風各二兩，炙甘草一兩，加蔥白、生薑同煎溫服。